# Eunuch

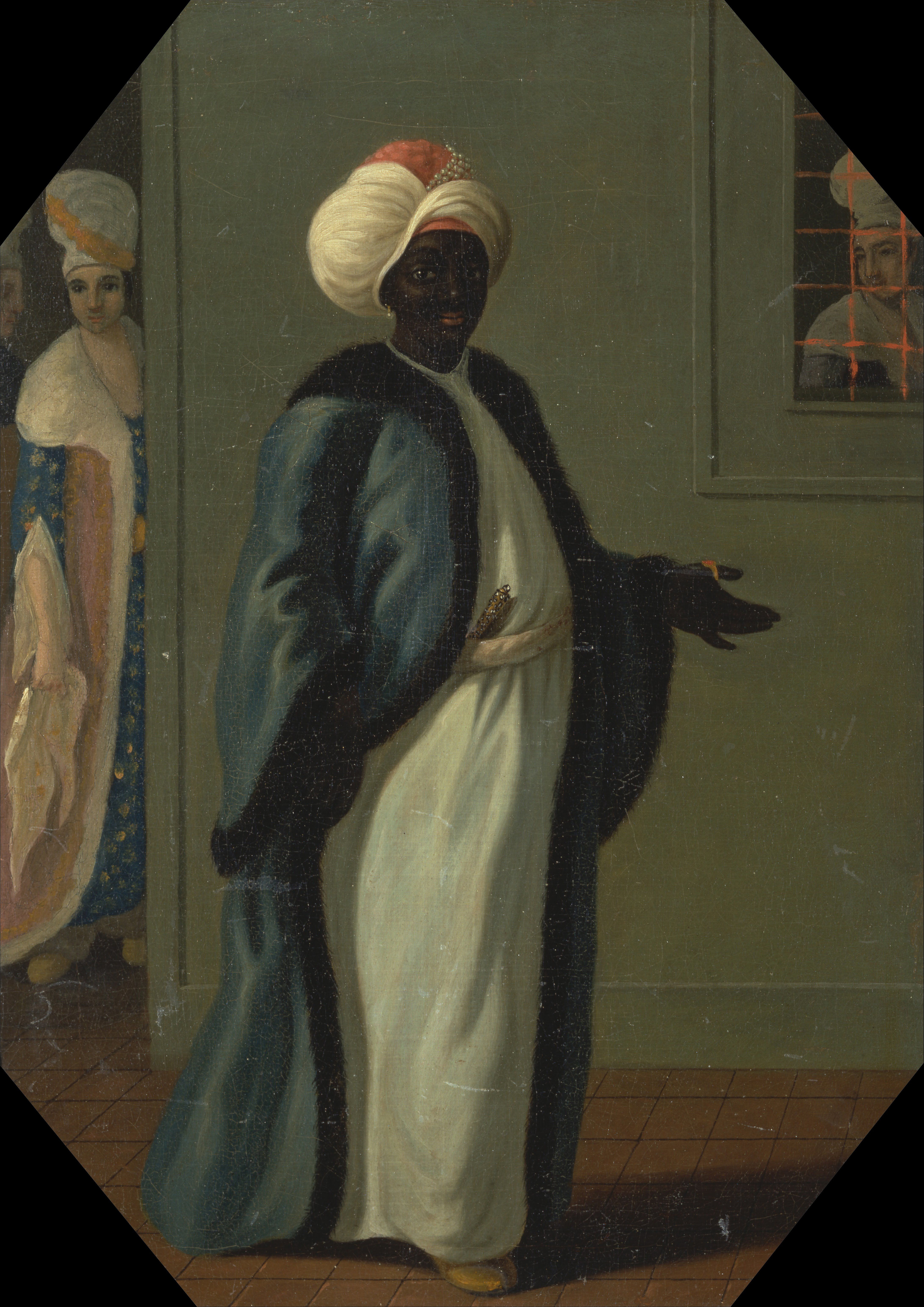
Kizlar Aga, der Chef der schwarzen Eunuchen im Harem des osmanischen Sultans, um 1763–1779 (Francis Smith, 1722–1822)

Ein Eunuch (von altgriechisch εὐνοῦχος eunouchos, von εὐνή eunē „Bett“, und ἔχω echō „ich hüte, ich bewache“) ist ein Mensch männlichen Geschlechts (Kind, Jugendlicher oder Erwachsener), der einer Kastration unterzogen wurde. Das Phänomen kam zu fast allen Zeiten der Weltgeschichte in vielen Kulturen vor. An vielen Höfen früherer Kulturen, besonders in Byzanz und im Kaiserreich China, waren zum Hofstaat gehörige sogenannte „Palasteunuchen“ begehrt und geschätzt. Teilweise wird oder wurde Eunuchen auch der Penis entfernt. Weil die Kastration in der Regel im Knabenalter vollzogen wurde, haben viele Knaben wegen des hohen Blutverlustes und durch Wundinfektionen den Eingriff nicht überlebt.

## Folgen der Kastration

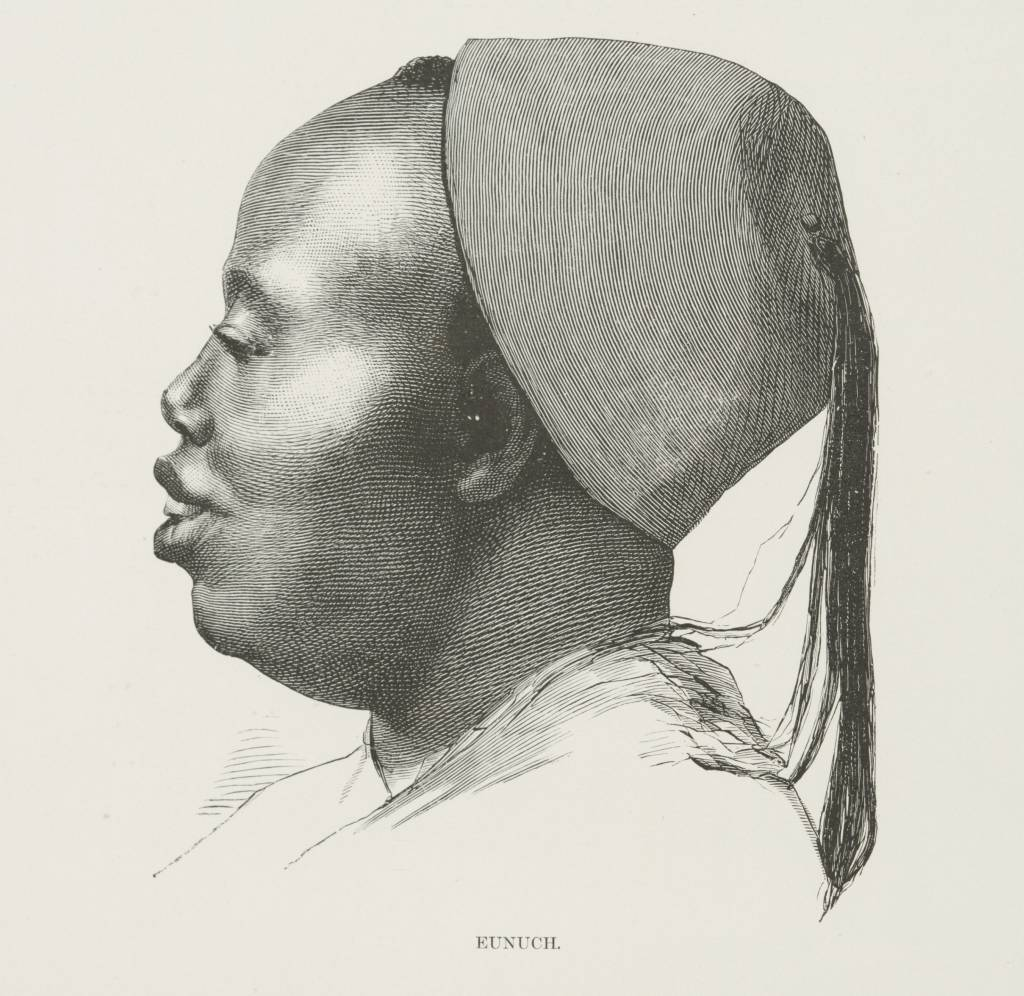
Schwarzer Eunuch, 1878. Stich von Karl Werner, in: Georg Moritz Ebers (1837–1898): Egipto. Barcelona 1882

Man unterscheidet zwischen Frühkastraten (kastriert vor oder während der Pubertät) und Spätkastraten (nach dem 20./25. Lebensjahr kastriert). Die Kastration ist am folgenschwersten, wenn sie vor der Pubertät vorgenommen wird, wobei manche, aber nicht alle Folgen im Verlauf der Pubertät allmählich abnehmen. Bei der Kastration Erwachsener bleiben die Veränderungen der Pubertät (z. B. tiefere Stimme, Knochenform, Bartwuchs und die Ausprägung der Genitalien) erhalten oder bilden sich kaum zurück.

## Soziale Stellung von Eunuchen

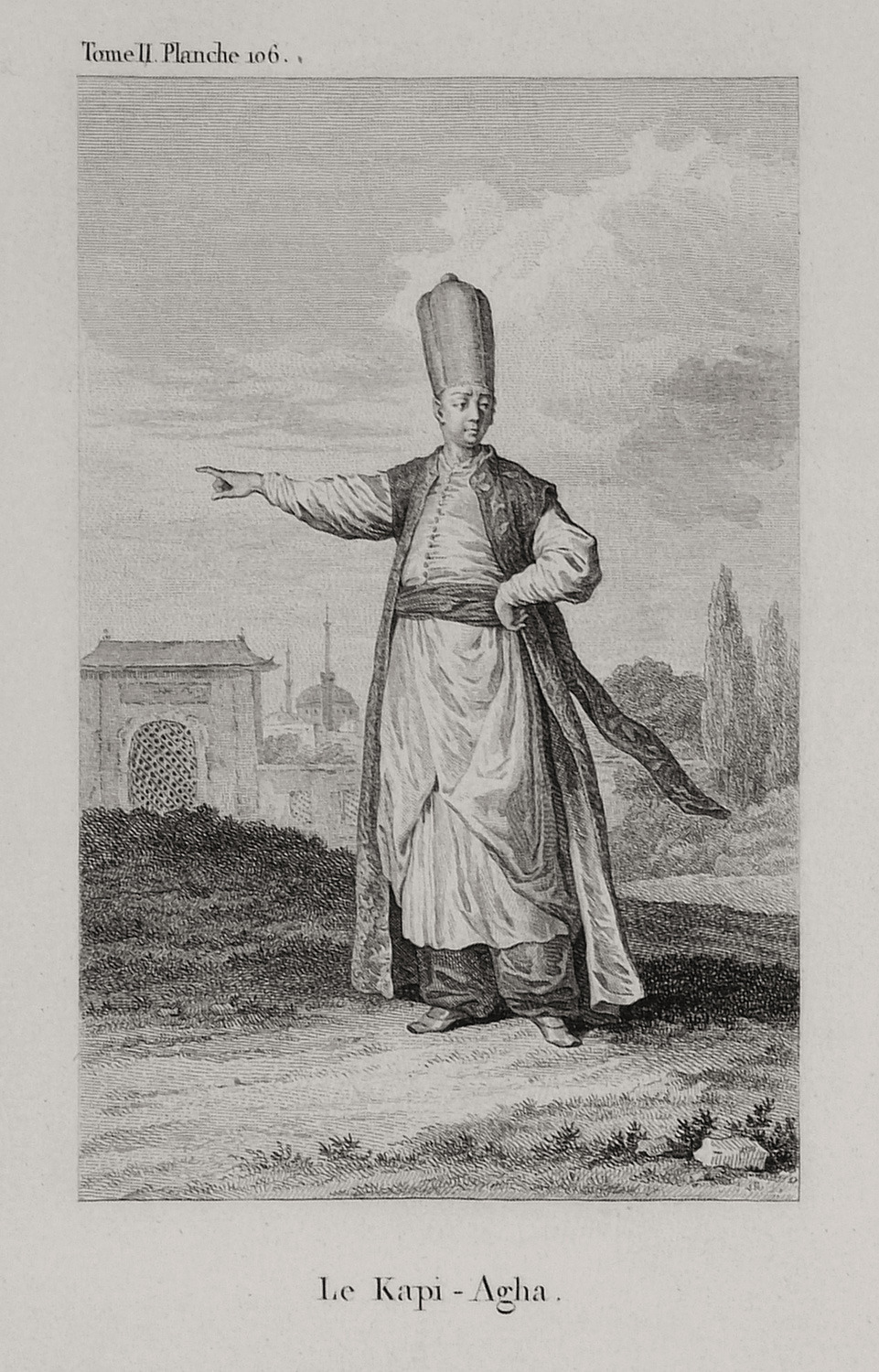
Der Kapu-ağası, weißer Obereunuch im Harem des türkischen Sultans. de Choiseul-Gouffier: Voyage pittoresque de la Grèce. Paris, Bd. 3 1822

Die Entmannung konnte einerseits eine schwere, höchst entehrende Strafe sein oder andererseits zu bestimmten Ämtern erst befähigen. Einem Eunuchen war es deshalb möglich, zu hohen Ehren und großem Ansehen zu gelangen, da er beispielsweise für einen Herrscher nicht als „biologischer“ Rivale in Betracht kam. Dies galt für den Bereich der Frau(en) des Herrschers und in Bezug auf dessen Nachkommen, deren Bestand stets gegen Rivalen zu sichern war. Im assyrischen Reich konnten Eunuchen in die höchsten Hofämter aufsteigen. So war Mutakkil-Marduk als oberster Eunuch sogar Eponymenbeamter für die Zeitspanne von 798 bis 797 v. Chr.
In der Antike standen Eunuchen im politischen und gesellschaftlichen Bereich im Rang von Ministern, in Byzanz konnten sie hohe Offiziere werden. Bei den Osmanen und in China waren sie vor allem als „Palasteunuchen“ geschätzt. Der Begriff Eunuch selbst ist abgeleitet von der Rolle als Wächter im Harem, beziehungsweise „Schützer des ehelichen Bettes“ eines Potentaten. Einzelnen Eunuchen gelang es darüber hinaus – wie dem chinesischen Admiral Zheng He –, in hohe politische und militärische Ämter zu gelangen.
Besonders im Barock verehrte man Kastraten wegen ihrer Gesangsstimme, die man als überirdisch schön empfand.

## Eunuchen in verschiedenen Kulturen

### Kybelekult

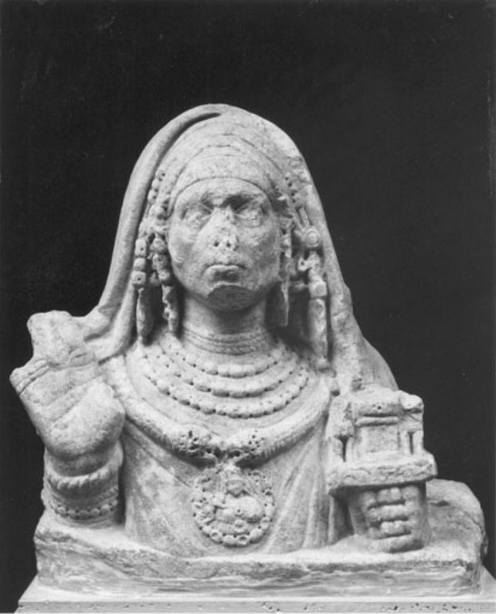
Priester der Kybele (Kapitolinische Museen, Rom)

Im religiösen Bereich standen sogenannte Eunuchen in verschiedenen Religionen in hohem Ansehen: in der Antike etwa die Galloi oder Galli im Kult der Kybele. Diese unterschieden sich allerdings insofern von normalen oder echten Eunuchen (wie Haremswächtern oder Kastratensängern) dadurch, dass sie als Frauen lebten und die Kastration selber wünschten oder sogar in besonderen Riten selber vornahmen. Gegenstand der Diskussion ist, inwieweit und in welchem Umfang es sich bei Galloi nach heutigem Verständnis um Transmenschen handelte, die sich eigentlich als Frau fühlten und daher diesen Lebensweg beschritten, wie es bei den heute noch existierenden Hijras in Indien festzustellen ist.
Als sich der Kult der Kybele von Kleinasien aus über das gesamte Römische Reich verbreitete, verbreitete sich auch die Prozedur der Selbstverstümmelung. Jedes Jahr zur Zeit des Frühlingsfestes fanden rauschhafte Festzüge der Priester und Anhänger Kybeles statt, bei denen sich „Jünglinge“ in Frauenkleidern mit einem Zeremonienschwert oder scharfkantigen Gegenständen die Genitalien abschnitten, die sie dann in die Menge der Zuschauer warfen. Diese mussten den Eunuchen-Neuling dann mit Frauenkleidern ausstatten. Von Eunuchen-Priestern ist überliefert, dass es infolge der Kastration häufig zu einer dauerhaften Blasenschwäche kam.

### Hijrakult
In Indien und anderen südasiatischen Ländern wie Pakistan und Bangladesch hat sich bis in die Gegenwart ein ähnliches Phänomen wie die antiken Galloi erhalten: die Hijra, die ebenfalls im kultischen Dienst einer Göttin stehen. Sie wurden in Indien (1994) und Pakistan (2009) offiziell als „drittes Geschlecht“ anerkannt (vergleiche Liste von dritten Geschlechtern). Von der übrigen Gesellschaft werden sie häufig verachtet, aber wegen ihrer angeblichen magischen Fähigkeiten auch gefürchtet. Viele Hijras sind keine Eunuchen im Sinne eines kastrierten Mannes, sondern Transmenschen mit einer weiblichen Geschlechtsidentität. Sie sind oft extremen Menschenrechtsverletzungen ausgesetzt, teils auch durch die indische Polizei und Behörden.
LGBT-Historiker und Menschenrechtsaktivisten haben bereits versucht, die Hijra als transgeschlechtlich einzustufen. So forderten Hijra und andere Trans-Aktivisten 2013/2014 in einer Reihe von Treffen des Transgender-Experten-Komitees von Indiens Ministerium für Soziale Gerechtigkeit und Ermächtigung (Ministry of Social Justice and Empowerment), dass die Bezeichnung „Eunuch“ (englisch eunuch) aus dem Gebrauch in staatlichen Dokumenten gestrichen werde, da sich die Gemeinschaft der Hijra nicht mit dieser Bezeichnung identifiziert.

### China

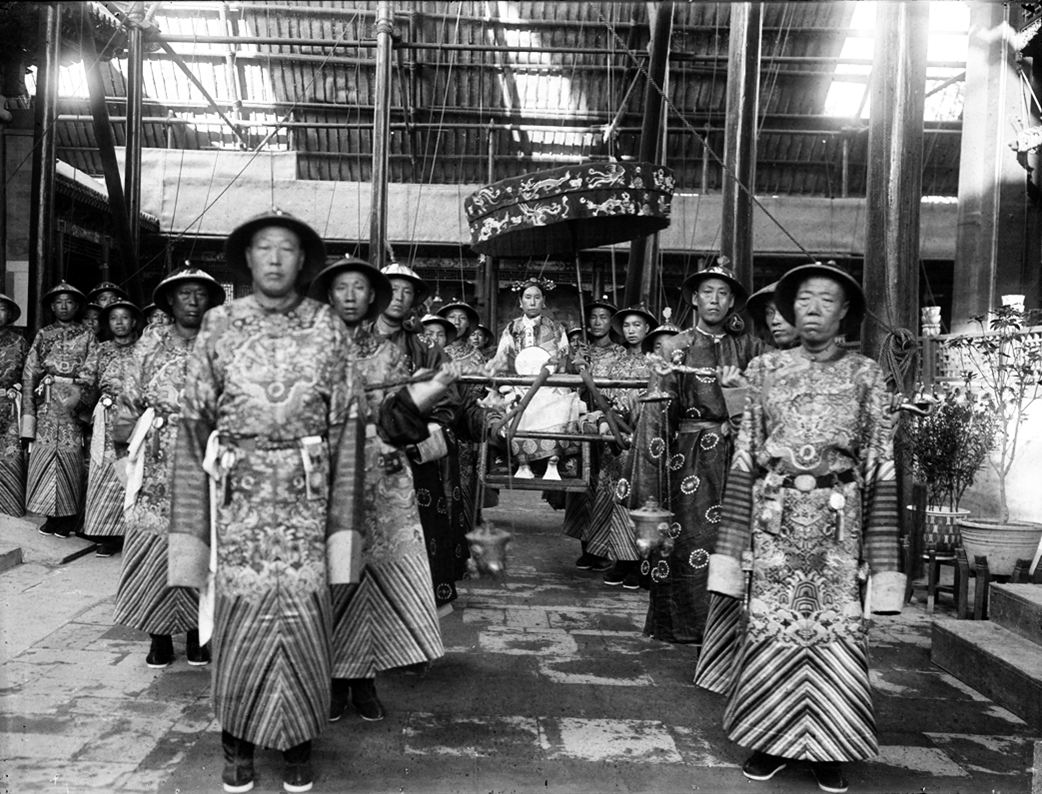
Die kaiserliche Witwe und Kaiserin von China auf ihrem Thronsessel inmitten von Palasteunuchen, vor 1908

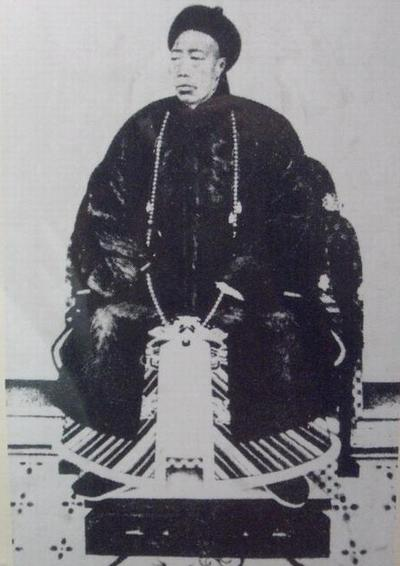
Li Lianying (1848–1911), berühmter kaiserlicher Eunuch der Qing-Dynastie, China

Schon für die vorkaiserzeitliche Periode finden sich im Zhouli Hinweise auf Kastraten (yān rén 奄人). Im Kaiserreich China (221 v. Chr. bis 1911) war Männern der Zutritt in den inneren Bereich der kaiserlichen Paläste nur zu bestimmten Zeiten erlaubt. Es gab daher in den Herrscherpalästen Eunuchenbeamte, die auf Chinesisch allgemein als huàn guān 宦官 (Beamteter Eunuche) bezeichnet wurden und werden. In der Qingzeit (1644–1911 n. Chr.) wurde die Bezeichnung tài jiān 太監, die sich ursprünglich nur auf ganz bestimmte Beamte der Tangzeit (618–906 n. Chr.) bezog, als allgemeiner Begriff für alle Eunuchen verwendet. Daneben gab es zu allen Zeiten noch viele andere Alternativbezeichnungen für Eunuchen.
Eunuchen kamen aus vielen verschiedenen sozialen Umständen. Vor der Suizeit (581–618 n. Chr.) wurden Eunuchen hauptsächlich aus Kriegsgefangenen und Geiseln aus Nachbarländern rekrutiert. Zur Tangzeit und Mingzeit (1368–1644 n. Chr.) gab es auch kastrierte Sklaven aus weit entfernten Provinzen Chinas, die dem Kaiserhof oder auch dem Adel oder den Provinzgouverneuren als Tributgabe dargebracht wurden. Nach der Tangzeit wurde die Eunuchenversorgung normalerweise durch Knaben aufrechterhalten, die von ihren eigenen Eltern bereits kastriert oder noch unkastriert verkauft wurden, sowie durch Erwachsene, die sich freiwillig selbst kastrierten, um eine Anstellung bei Hofe zu erhalten und wirtschaftlicher Armut zu entgehen. Die Selbstkastration war besonders in der Qingzeit (1644–1911) verbreitet. Erhielten diese Kastraten einen Posten im Palast, egal ob beabsichtigt oder nicht, bedeutete das für die ganze Familie Lebensunterhalt und Sozialprestige. Die Prozedur selbst wurde in der Regel von dafür ausgebildeten Kastrateuren ohne Betäubung durchgeführt. Da jedoch eine Kastration allein die Erektionsfähigkeit nicht völlig ausschließt, wurde am chinesischen Kaiserhof die Kastration zusammen mit einer Penektomie gefordert.
Beamtete Eunuchen gehörten zum kaiserlichen Hofstaat oder den Haushalten der Prinzen, auch in der Verbotenen Stadt selbst lebten und arbeiteten sogenannte „Palasteunuchen“. Sie verrichteten verschiedenste Tätigkeiten, beispielsweise als Minister und Berater, als Haremswächter und Badediener, als Sänftenträger, Boten und Herolde und als Hausdiener etc. Eunuchen verrichteten aber auch alle möglichen niederen Dienstleistungen als Köche, Reinigungskräfte, Gärtner, Stallburschen, Parkwächter, Schneider, Manufakturarbeiter u. a.
Vor allem der kriegerische Kaiser der Han (reg. 141–87 v. Chr.) und seine Nachfolger verstärkten die Präsenz von Eunuchen in ihren Privatgemächern, wo gewöhnlich außer dem Herrscher kein „richtiger Mann“, also auch kein regulärer Beamter, sondern nur Frauen (beispielsweise Hofdamen, Zofen und Konkubinen) und Eunuchen anwesend sein durften. Insofern sind Haremsdienst, persönliche Beratertätigkeit und die Informationsübermittlung zwischen Privatgemächern und den äußeren, öffentlicheren Teilen des Palastes, die Entgegennahme von Eingaben an den Herrscher und die Verkündung seiner Erlasse, und darauf aufbauend die politischen Einflussmöglichkeiten von dem Herrscher nahestehenden Eunuchen (oft auch identisch mit seinen Erziehern seit frühester Kindheit) eng miteinander verwoben.
Während der Regierungsperiode des Kangxi-Kaisers (reg. 1662–1722 n. Chr.) waren speziell die Eunuchen des „Gemachs für ehrwürdige Angelegenheiten“ (jìng shì fáng 敬事房) für die Verwaltung und penible Buchführung des kaiserlichen Beischlafs zuständig. Während der Qingzeit wurden die kaiserlichen Eunuchen in 48 Abteilungen unterteilt, denen Anzahl, Aufgabenbereiche und auch die konkreten Tätigkeiten in bestimmten Palästen oder Abteilungen vorgeschrieben waren.
In dem kaiserlichen Palastkomplex lebten die Palasteunuchen in strengen Hierarchien. Zuoberst standen die Generaleunuchen, die sich neben den kaiserlichen Zuwendungen noch andere Einkünfte sichern konnten, teilweise auch durch Betrügereien. Einige Generaleunuchen führten wegen dieser Einkünfte einen Lebensstil wie Adelige, sollen sogar mit Frauen zusammengelebt haben und besaßen die Befehlsgewalt über die Obereunuchen. Auch diese bezogen ein kaiserliches Gehalt, von dem sie leben konnten, und sie hatten Befehlsgewalt über die gewöhnlichen Eunuchen. Diese wiederum waren in verschiedene Ränge unterteilt und verrichteten die „niederen“, körperlichen Arbeiten etwa als Köche, Sänftenträger oder als Hausdiener. Ihre Einkünfte waren oftmals gering und sie führten ein ärmliches Leben. Am schlechtesten unter ihnen erging es den Sulas, den einfachen Putzsklaven der Verbotenen Stadt. Als weitere Besonderheit chinesischer Palasteunuchen der Verbotenen Stadt durften diese, wenn sie beispielsweise wegen einer Verfehlung entlassen wurden, im Gegensatz zu den bei den Prinzen beschäftigten Eunuchen nirgendwo anders angestellt werden. Besonders die Sulas gerieten deshalb in Armut, wurden zu Bettlern und starben den Hungertod.
Des Weiteren unterschied man in der Verbotenen Stadt noch „Jungeunuchen“, auch „Eunuchen-Neulinge“ genannt. Sie waren erst kurz zuvor kastriert und penektomiert worden, anschließend in den Kaiserpalast gekommen und verrichteten meistens niedere Arbeiten wie etwa als Sänftenträger oder Küchendiener.
Obwohl im Laufe der chinesischen Geschichte immer wieder Wert auf die Beschränkung der Macht der Eunuchen gelegt wurde, sind viele Eunuchen bekannt, die eine wichtige Rolle in der Politik gespielt haben. So bedachte man im 14. Jahrhundert den chinesischen Eunuchen Zheng He mit höchsten Ehren, indem er Admiral der Flotte wurde und auf kaiserlichen Befehl hin Teile des Pazifischen Ozeans und Südostasien erforschte.

### Judentum
Im Judentum ist die Kastration („Verschneidung“) dagegen strikt verboten, sogar die von Tieren. Ein Eunuch durfte nach dem Gesetz des Mose auch nicht als Konvertit aufgenommen werden; er war vom Tempelgottesdienst ausgeschlossen und durfte allenfalls den äußeren Vorhof des Jerusalemer Tempels betreten. Dazu im 5. Buch Mose, Kapitel 23, Vers 2 (Dtn 23,2 ): „Kein Entmannter oder Verschnittener soll in die Gemeinde des Herrn kommen.“
Erst allmählich bahnte sich eine Änderung dieser Auffassung an:

„Und der Fremde, der sich dem Herrn zugewandt hat, soll nicht sagen: Der Herr wird mich getrennt halten von meinem Volk. Und der Verschnittene soll nicht sagen: Siehe, ich bin ein dürrer Baum. Denn so spricht der Herr: Den Verschnittenen, die meine Sabbate halten und erwählen, was mir wohlgefällt, und an meinem Bund festhalten, denen will ich in meinem Hause und in meinen Mauern ein Denkmal und einen Namen geben; das ist besser als Söhne und Töchter. Einen ewigen Namen will ich ihnen geben, der nicht vergehen soll.“

### Christentum
Jesus thematisiert die Eunuchen in Matthäus 19,12:
„Denn es gibt Verschnittene, die von Geburt an so sind; und es gibt Verschnittene, die von den Menschen verschnitten worden sind; und es gibt Verschnittene, die sich selbst verschnitten haben um des Himmelreiches willen. Wer es fassen kann, der fasse es!“
Der äthiopische Eunuch der Kandake, ein Würdenträger bei Hofe, war laut der biblischen Apostelgeschichte (Apg 8,27-40 ) der erste Heide, der getauft wurde.
In der Geschichte des Christentums durften seit ältester Zeit Männer, die sich freiwillig hatten kastrieren lassen, keine Weiheämter wie das Priestertum empfangen. Unfreiwillig Kastrierten war dies laut Erstem Konzil von Nicäa 325 dagegen erlaubt. Die Taufe eines Eunuchen war gestattet. Der Pariser Logiker Abaelard empfing nach seiner unfreiwilligen Kastration und dem Klostereintritt 1119 noch die Priesterweihe, wurde Abt und setzte sein streitbares Philosophenleben fort.
Seit der Spätantike und später, vor allem im Zeitalter des Barock, wurden in Italien Knaben vor Beginn der Pubertät kastriert, um ihnen eine Laufbahn als Opern- oder Kirchenchorsänger zu ermöglichen (sogenannte Kastraten). Kastraten traten im 12. Jahrhundert als Kirchensänger in der griechischen Kirche auf, in den spanischen Kirchen ab dem 16. Jahrhundert. Der spanische Kastrat Francesco Soto sang ab 1562, der italienische Girolamo Rossini seit 1579 im Päpstlichen Chor der Sixtinischen Kapelle. Erst Papst Pius X. schrieb am 22. November 1903 in seinem Motu Proprio Tra le sollecitudini („Über die Kirchenmusik“) vor, zur Besetzung von Sopran- und Altstimmen allein Knaben einzusetzen, und verbot damit praktisch die Beschäftigung von Kastraten in Kirchenchören. Dieses Verbot entzog der Kastrationspraxis zur Förderung einer Sängerkarriere die Basis.
Zu religiösen Entmannungen im Christentum siehe auch: Skopzen und Uta Ranke-Heinemanns Buch Eunuchen für das Himmelreich.

### Palasteunuchen in Byzanz
Auch im byzantinischen Reich hatten Eunuchen teilweise hohe Posten wie beispielsweise Kämmerer oder als Truppenbefehlshaber inne, so auch Narses, ein General des oströmischen Kaisers Justinian I.
Byzantinischen Eunuchen wurden in der Regel nur die Hoden entfernt, eine zusätzliche Penisentfernung war eine Seltenheit. Offiziell war die Kastration in Byzanz verboten, der Import von Eunuchensklaven aus dem Ausland war jedoch erlaubt. Es wurden allerdings auch freigeborene, byzantinische Knaben kastriert, da Eunuchen hohe Ämter in Staat und Kirche erreichen konnten. Sogar einige Patriarchen waren Eunuchen. Anfang des 9. Jahrhunderts wurden mehrfach die Söhne gestürzter Kaiser kastriert. Diese Jungen mussten sich entmannen lassen, damit sie nicht mehr zur Thronfolge fähig waren.

### Sklavenhandel im Mittelalter
Im Hochmittelalter wurden heidnische Slawen, die im Zuge der Slawenkriege und der deutschen Ostsiedlung gefangen worden waren, in Deutschland versklavt. Von jüdischen Kaufleuten wurden sie in Sklavenkarawanen nach Venedig oder Arles gebracht, von wo sie auf dem Seeweg nach al-Andalus und weiter in den übrigen muslimischen Kulturraum importiert. Ein Teil wurde kastriert. Der Historiker Charles Verlinden nennt Verdun eine „regelrechte ‚Fabrik‘ für Eunuchen“.

### Osmanisches Reich
Der serbische Janitschar Konstantin aus Ostrovitza beschreibt in seinem Werk Memoiren eines Janitscharen einen Teilaspekt der Knabenlese auf dem Balkan:

„320 Knaben und 704 Weiber hielt der Sultan (Mehmed II.) zurück; […] Von jenen anderen Knaben ließ er einigen auch die männlichen Glieder abschneiden, und einer von ihnen starb daran. Und so nennen die Türken sie hadimlar, das bedeutet Hämlinge, sie bewachen die Frauen des Sultans.“

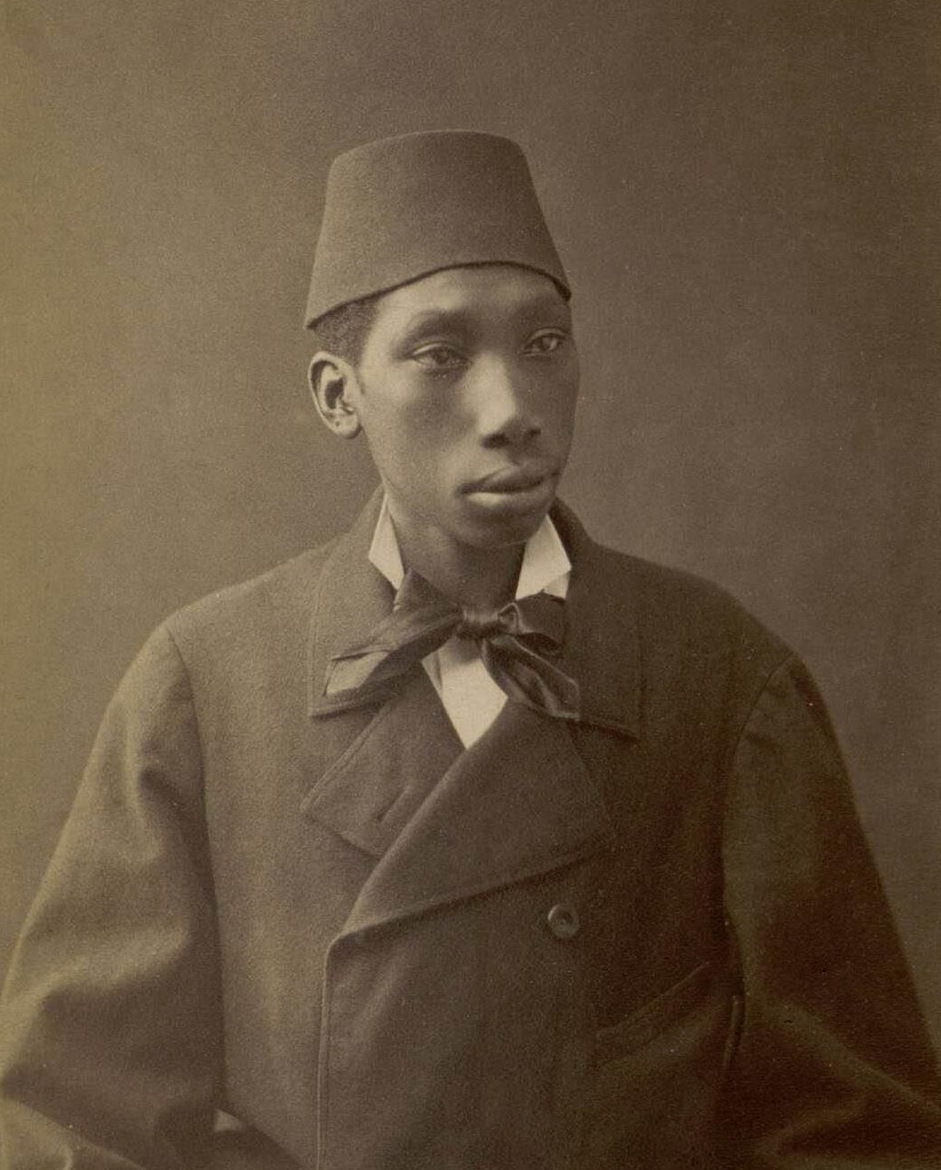
Ein Eunuch des osmanischen Sultans

Die meisten Eunuchen des Osmanischen Reiches kamen jedoch aus Afrika. Sie bildeten im Harem des Sultans die große Gruppe der „Schwarzen Eunuchen“, daneben gab es die „Weißen Eunuchen“. Eine der wichtigsten Personen im Harem war der oberste der Schwarzen Eunuchen (Kızlar Ağası). Dieser kontrollierte die Arbeit aller anderen Eunuchen, deren Aufgabe darin bestand, die Frauen des Harems zu unterrichten und für deren Körperpflege zu sorgen sowie Geldangelegenheiten des Harems zu regeln. Der Kızlar Ağası war auch das Bindeglied zwischen dem Harem und der Außenwelt.
Im Jahr 1651 verbündeten sich rebellische Sipahis mit den Schwarzen Eunuchen des Harems, die die Ermordung Kösem Mahpeykers arrangierten.
Der Chronist Ahmed İbrahim Resmî verfasste im Jahr 1749 sein Werk Hamıletü'l-kübera, eine biographische Auflistung aller Obersten Schwarzen Eunuchen des Sultans-Harems, von Mehmed Ağa (1574–1590) bis zu Moralı Beşir Ağa II. (1746–1752). 38 Eunuchen sind mit einer Kurzbiographie darin verzeichnet.
Als am 24. April 1909 Truppen der Jungtürken den Harem des abgesetzten Sultans Abdülhamid II. stürmten, hängten sie den Obereunuchen an eine Laterne der Galatabrücke und ließen die Sklavinnen und Eunuchen frei. Bei einer Völkerschau in Wien vor dem Ersten Weltkrieg war eine Gruppe dieser Frauen und Eunuchen zu sehen.

## Eunuchen in heutiger Zeit
Dass es auch heute noch Eunuchen gibt, ist bislang nur in Indien bei einem Teil der Hijras zuverlässig nachgewiesen. Diese sind jedoch nach heutigem Verständnis meist transgeschlechtlich. Sie leiden unter einem geringen sozialen Ansehen, unter Diskriminierung (und sogar staatlichen Übergriffen sowie sexuellem Missbrauch), mangelnder sozialer Absicherung, Armut, Einsamkeit und sozialer Isolation.
Manche Männer haben den Wunsch, sich einer Kastration zu unterziehen und als Eunuch weiterzuleben, wovon sich manche an semiprofessionelle Kastrateure oder „Mediziner“ wenden oder sich selbst verstümmeln. Viele unterschätzen dabei den Blutverlust und das Infektionsrisiko.
Siehe auch: Abschnitt Rechtliche Rahmenbedingungen im Artikel Kastration; „Skopzen-Syndrom“ (keine ICD-10-Chiffre).

### Familiärer Eunuchoidismus
Selten kommt es vor, dass ein Junge von Geburt an unter Testosteronmangel oder unter einer Androgenresistenz (ICD-10 E 29.1) leidet, so zum Beispiel beim Hypogonadismus (ICD-10 E 23.0 oder ICD-10 E 29.1) oder beim familiären Eunuchoidismus (beispielsweise das Pasqualini-Syndrom, ICD-10 E 23.0). Auch die Verweiblichung (ICD-10 E 29.1) kann Symptome aufweisen, die den Folgen der Kastration ähneln.

## Mythen und Legenden
Viele Mythen und Halbwahrheiten ranken sich um dieses Thema. Einerseits sagte man Eunuchen oft heimtückisches Verhalten und Intriganz nach, andererseits galten sie schon unter Konstantin I. als loyal (weil sie keine eigene Dynastie gründen konnten und somit keine Konkurrenz für den Herrscher darstellten), als treu und aufrichtig, aber auch entbehrlich. Aus diesen Gründen umgaben sich manche Herrscher mit Eunuchen und betrauten sie mit politischen und militärischen Aufgaben.
Juvenal schreibt in seinem Werk Satiren, dass einige Römerinnen Sklaven nach der Pubertät kastrieren ließen, um sie als sterile Liebhaber zu gebrauchen. Der Legende nach waren Spätkastraten noch zur Erektion und Penetration fähig. Obwohl es bei ihnen durch einen Orgasmus zur Sekretausscheidung kommen konnte, enthielt dieses Sekret keine Spermien, so dass die Frauen keine Angst vor einer ungewollten Schwangerschaft haben mussten. Außerdem sagte man diesen Eunuchen nach, dass ihr Penis länger erigieren könne als bei Männern, die noch ihre Hoden besitzen. Unter anderem deshalb schätzten manche Frauen Spätkastraten als Diener. Medizinisch betrachtet ist es durchaus möglich, dass ein kastrierter Mann in mehr oder weniger begrenztem Maße potent bleibt, da auch die Nebennierenrinde eine geringe Menge an Testosteron bildet. Historisch gesehen handelt es sich jedoch bei Juvenals Satire vermutlich um eine Übertreibung des „unmoralischen“ Lebenswandels einiger Römerinnen.

## Bekannte Eunuchen

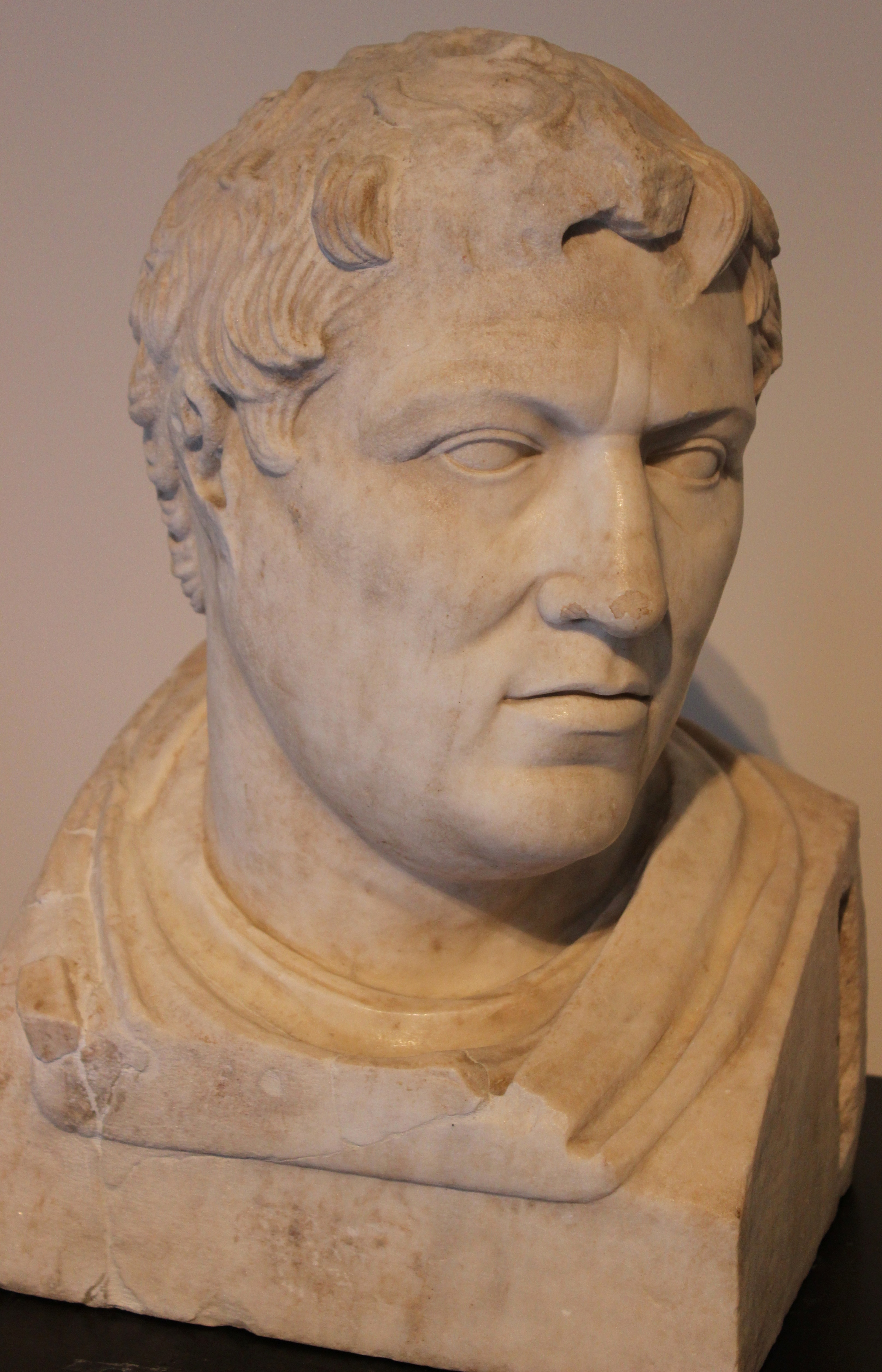
Philetairos von Pergamon. Neapel, Museo Archeologico Nazionale

- die zwei „Bagoas“ im 4. Jahrhundert v. Chr., durch sie avancierte ihr Name in der römischen Antike zum Synonym eines Eunuchen
- Zhao Gao (3. Jahrhundert v. Chr.), chinesischer Obereunuch
- (angeblich) Philetairos (3. Jahrhundert v. Chr.), erster Herrscher von Pergamon
- Potheinos (1. Jahrhundert v. Chr.), ägyptischer Staatsmann
- Cai Lun (50–121), chinesischer Minister
- Eutropios († 399), erster und einziger Eunuch, der jemals das Konsulat erreichte.
- Narses (490–574), römischer General
- Aëtios, byzantinischer Eunuch und Staatsmann unter Kaiserin Irene (regierte 797–802)
- Al-Mu'nis († 933), General der Abbasiden
- Johannes Orphanotrophos (11. Jh.), byzantinischer Minister
- Zheng He (1371–1433/1435), chinesischer Admiral und bedeutender Seefahrer
- Wei Zhongxian (1568–1627), chinesischer Obereunuch und Gewaltherrscher
- Farinelli (1705–1782), Sänger
- Caffarelli (1710–1783), Sänger
- Aga Mohammed Khan (1742–1797), Schah von Persien.
- Alessandro Moreschi (1858–1922), einziger Kastratensänger, von dem eine Tonaufnahme erhalten ist